# Stylaster laevigatus
Stylaster laevigatus är en nässeldjursart som beskrevs av Stephen D. Cairns 1986. Stylaster laevigatus ingår i släktet Stylaster och familjen Stylasteridae. Inga underarter finns listade i Catalogue of Life.